# Gliophorus fumosogriseus
Gliophorus fumosogriseus är en svampart som beskrevs av E. Horak 1990. Gliophorus fumosogriseus ingår i släktet Gliophorus och familjen Hygrophoraceae.   Inga underarter finns listade i Catalogue of Life.